# Charles De Ketelaere
Charles Marc S. De Ketelaere (Brüsszel, 2001. március 10. –) belga válogatott labdarúgó, az Atalanta játékosa.

## Pályafutása

### Klubcsapatokban
Fiatalon teniszezett a labdarúgás mellett, majd utóbbit választotta és a Club Brugge akadémiáján nevelkedett. 2019. szeptember 25-én mutatkozott be kezdőként a Francs Borains elleni kupamérkőzésen. Október 22-én a Paris Saint-Germain ellen az UEFA-bajnokok ligájában is debütált. 2020. február 5-én a Zulte-Waregem ellen megszerezte első gólját, amivel a döntőbe jutottak a kupában. Október 20-án az orosz Zenyit ellen első Bajnokok ligája gólját szerezte meg.
2022. augusztus 2-án az olasz AC Milan 2027. június 30-ig szerződtette. Augusztus 13-án az Udinese ellen mutatkozott be a bajnokságban a 71. percben Brahim Díaz cseréjeként.
2023. augusztus 16-án az Atalanta vételi opcióval kölcsönbe vette. Négy nappal később a Sassuolo ellen góllal mutatkozott be a bajnokságban. Szeptember 21-én az Európa-liga csoportkörében a lengyel Raków Częstochowa ellen 2–0-ra megnyert találkozón gólt szerzett. 2024. május 22-én a német Bayer Leverkusen ellen megnyerte csapatával az Európa-ligát. A szezon során 50 tétmérkőzésen 14 gólt és 11 gólpasszt jegyzett, majd június 15-én élt a klub a vételi opciójával, és szerződtette.

### A válogatottban
Többszörös korosztályos válogatott. 2020. november 11-én debütált a felnőtt válogatottban a Svájc elleni felkészülési találkozón. 2021. október 10-én megszerezte második válogatott mérkőzésen az első gólját az Olaszország elleni 2020–2021-es UEFA Nemzetek Ligája elődöntőjében. November 10-én bekerült a 2022-es labdarúgó-világbajnokságra utazó keretbe. A csoportkörben Marokkó ellen a 75. percben Michy Batshuayi cseréjeként lépett pályára. A 2023-as U21-es labdarúgó-Európa-bajnokságon a csoportkör mind a három találkozóján pályára lépett. 2024. május 28-án bekerült Domenico Tedesco szövetségi kapitány 25 fős keretjébe, amely a 2024-es labdarúgó-Európa-bajnokságra utazott.

## Sikerei, díjai

### Klub
- Club Brugge
  - Belga bajnok: 2019–20,[22] 2020–21, 2021–22[23]
  - Belga szuperkupa: 2021[24]

- Atalanta
  - Európa-liga: 2023–24

### Egyéni
- Az év ígéretes belga tehetsége: 2020[25]
- Az Év Fiatal Belga játékosa: 2021–22[26]